# 노린코 CQ
노린코 CQ는 중국 노린코에서 생산하는 M16 소총 불법 카피버전이다. 북한에서도 수입해 사용중이다.

## 파생형

### CQ 311
미국 M16 소총의 카피버전이다. 발사모드는 안전, 반자동 1발, 자동 중에서 선택할 수 있다. 미국 M16 소총은 총열 길이가 20인치(508 mm)인데, CQ-A도 동일하다.

### CQ 311-1
CQ 311은 군용인데, CQ 311-1은 민간용 버전이다. 발사모드는 안전, 반자동(semi-automatic) 1발을 선택할 수 있으며, 자동발사모드가 없다. 미국 등에서는 자동(full-automatic) 발사모드는 민간용으로 판매하지 못한다.

### CQ-A
2006년 여러 방산 엑스포에서 소개되었다. 미국 M4 카빈의 카피버전이다. 미국 M4 카빈은 총열 길이가 14.5인치(370 mm)인데, CQ-A도 동일하다.

## 특허
미국 M16 소총, M4 카빈은 특허권이 기간만료되어, 전세계 모든 총기회사가 카피 버전을 생산, 수출할 수 있게 되었다. 다만, 상표권은 기간만료가 되지 않고 유효해서, M16, M4라는 상표명을 사용해서는 안된다.
M16 계열의 특허권 기간만료로, 시그 사우어 SIG516, 독일 H&K HK416, 미국 LWRC M6, 미국 루거 SR556, 중국 노린코 CQ-A, 러시아 칼라시니코프 VEPR-15가 출시되었다.
한국은 M16를 라이센스 생산해서 사용했으나, 특허를 피하고 저렴한 비용으로 군대에 총기를 보급하기 위해 K1A 카빈, K-2 소총을 1970년대에 설계하여, 1980년대 실전배치해 사용중이다. M16 특허권 기간만료로 전세계가 M16 카피를 생산, 수출하는데 비해, 아직도 한국은 M16 계열을 생산하지는 않고 있다.

## 사용국가
- 중국
- 북한
- 캄보디아
- 가나
- 이란
- 미얀마
- 리비아
- 말레이시아
- 파라과이
- 필리핀
- 러시아
- 세네갈
- 남수단
- 수단
- 시리아
- 태국
- 예멘
- 아프가니스탄
- 이슬람 국가

### 테러단체
- 알카에다
- FSA
- 이슬람 국가
- 탈레반